# استفان بریزه
استفان بریزه (فرانسوی: Stéphane Brizé‎؛ زادهٔ ۱۸ اکتبر ۱۹۶۶) هنرپیشه، کارگردان، فیلم‌نامه‌نویس و تهیه کنندهٔ اهل فرانسه است. وی زادهٔ شهر رن است.

## فیلمشناسی
- اندازه یک مرد - ۲۰۱۵
- در جنگ - ۲۰۱۸